# اندیس آق بند
آق بند یک اندیس غیرفلزی است که در حوالی شهر چات استان گلستان قرار دارد و مادهٔ معدنی موجود در آن، صدف است.  